# حراد، یمن
حراد  یکی از شهرهای استان حجه در کشور یمن است که در سرشماری سال ۲۰۰۵ میلادی، ۲۲٫۰۹۳ نفر جمعیت داشته‌است.